# Петро Кордуба
о. Петро Омелян Кордуба (18 серпня 1870, Тернопіль — 8 вересня 1944, Красноярськ) — церковний і культурно-громадський діяч, священник Української греко-католицької церкви, довголітній парох села Містки на Пустомитівщині, репресований радянською владою. Від 2001 року триває беатифікаційний процес прилучення о. Петра Кордуби до лику блаженних.

## Життєпис
Народився 18 серпня 1870 року в Тернополі в сім'ї Івана Кордуби та Анни з дому Чубата. Навчався в Першій тернопільській гімназії, опісля закінчив Львівську духовну семінарію. У 1898 році висвячений на священника. Спочатку був сотрудником на парафії в с. Боратин на Бродівщині (1898—1899), потім адміністратором парафії в містечку Рожнятів (бл. 1902) та адміністратором (1902—1903) і парохом (1903—1908) у с. Воля Велика (тепер Миколаївський район Львівської області). Найдовше очолював парафію у Містках (усі ці села на Львівщині). Був активним громадським та церковним діячем, гідний прикладу священник, батько 12-ти дітей. Організував в селі товариство «Сокіл», створив церковне братство «Апостольство молитви», опікувався читальнею товариства «Просвіта», «Сільський господар», «Луг», «Рідна школа» та іншими гуртками. Окрім високої громадської свідомості та християнської ревності, о. Петро вирізнявся своїм глибоким патріотизмом, за що неодноразово відчував на собі незадоволення польської влади. Особливо її представникам не подобалося, що о. Кордуба вів записи в церковних книгах українською мовою. За це 2 грудня 1929 р. його притягнули до кримінальної відповідальности.
О. Петро мав високий авторитет серед духовенства. Був призначений радником Митрополичої капітули, а також удостоєний крилошанської відзнаки. В 1906 р. о. Кордуба разом з митрополитом Андреєм Шептицьким організовував велику прощу українців до Гробу Господнього в Єрусалимі.
З приходом радянського війська в 1939 році в Галичину за його погляди та погляди його родини в 1941 (за іншим даними 1940) отця Петра арештували і разом з дочкою Марією та дружиною Софією вивезли на Сибір. Підставою для арешту, окрім активної діяльности отця і його національних поглядів, було те, що син Володимир Кордуба був діячем ОУН, а зять о. Василь Курилас, парох Добротвора — активним прихильником національних сил.
…Це сталося вночі з 20 на 21 травня 1941 року. В парафіяльний будинок, де мешкало літне священниче подружжя з наймолодшою дочкою Марією, увірвалися НКВСівці. Садибу оточили озброєні військовики.  Старенького отця в одній лише білизні поставили лицем до стіни, жінкам наказали збирати речі до Сибіру. Мати зомліла, донька кинулася було до неї, та військовий заборонив підходити. Так і дивилася на матір, що лежала нерухомо на ліжку. Лише за кілька хвилин стала приходити до тями. Згодом усіх посадили на фіру й відправили на залізничну станцію у Наварію під Львовом, де стояло з двадцять порожніх вагонів. Усю добу набивали їх нещасних, котрих звозили з міста Пустомити та навколишніх сіл. А коли вагони були заповнені вщерть, відправили до Сибіру.

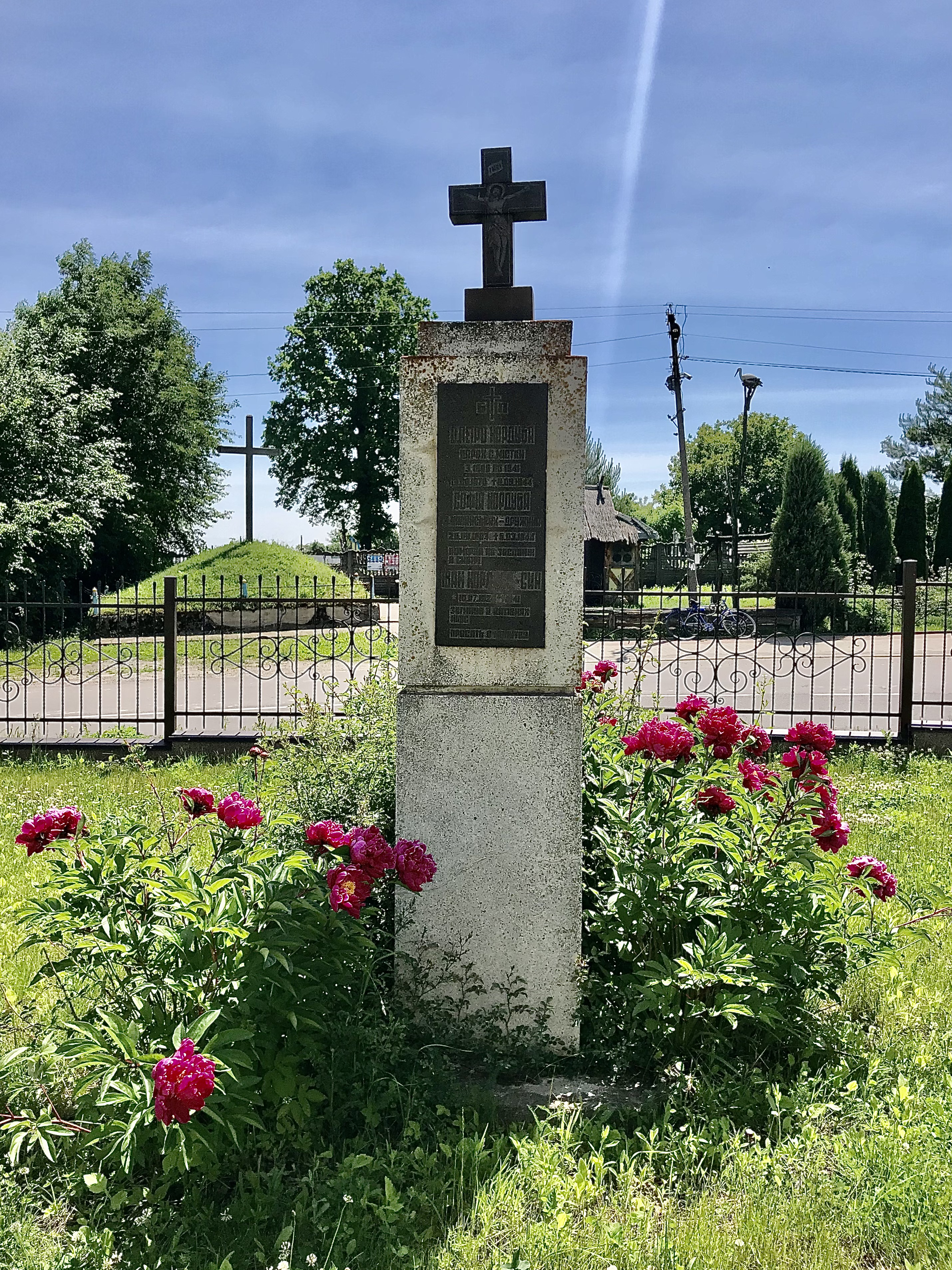
Символічна могила о. Петра Кордуби на території церкви.

Сім'ю Кордубів оселили в селищі Фомкар у Красноярському краю. Там ж отець Петро продовжував займатися пастирською діяльністю (правив літургії, сповідав, причащав, хрестив) для переселенців, які здебільшого були галичани і поляки. Попри те, що все відбувалося таємно, чутки про діяльність душпастиря доходили до табірного і селищного керівництва, а тому його часто викликали на допити та погрожували новими переселенням у ще дальші і важчі для життя місцевості, якщо не припинить душпастирської діяльности. Є спогад, що отцю пропонували навіть перейти на російське православ'я, за що обіцяли «хорошу парафію» і всілякі блага для сім'ї. На що отець не погоджувався.
У вересні 1944 р. разом з дочкою (дружина померла раніше) з дозволу влади повертався до України (на Луганщину). Дорогою, 8 вересня того ж року, несподівано помер у Красноярську, де й похований. У селі, на території церкви, споруджено йому символічну могилу. Нині триває беатифікаційний процес, щоб зарахувати о. Петра Кордубу до лику блаженних.
…Наприкінці літа 1944-го старенький отець Кордуба повертався із сибірського заслання в Україну. Не на рідну Галичину, а на Луганщину, куди дозволили йому виїхати. Хай там як, а все ж ближче додому. Залишав на чужині могилу любої дружини, з якою виростив дванадцятьох дітей. Тепер з ним була наймолодша дочка. На носилках його занесли на пароплав «Орджонікідзе», що два довгих тижні віз їх до Красноярська. Хоча священик був дуже ослаблений фізично, все ж його раптова смерть у Красноярську стала для усіх несподіванкою. Там і поховали краяни-попутники отця Петра Кордубу — людину із великим серцем, несхитну, самовіддану у служінні Богові та Україні.